# تيم كونروي
تيم كونروي (بالإنجليزية: Tim Conroy)‏ هو لاعب كرة قاعدة أمريكي، ولد في 3 أبريل 1960 في ماكيسبورت في الولايات المتحدة.

## وصلات خارجية
- تيم كونروي على موقعبيزبول رفرنس.كوم (الدوري الرئيسي) (الإنجليزية)